# Health (pel·lícula)
Health és una pel·lícula estatunidenca de Robert Altman estrenada el 1980.

## Argument
Té semblances amb la pel·lícula Nasville d'Altman (1975), juntament amb una estructura sense argument, Health és la crònica del progrés d'una convenció de menjar sa en un hotel de luxe a Sant Petersburg, Florida. A mesura que la convenció té lloc, els membres d'una organització anomenada HealtH fan una campanya per saber qui serà el seu president. (El seu nom significa "felicitat, energia i longevitat a través de la salut", i també els serveix com a lema). Els candidats són Esther Brill, de 83 anys, que es fa dir "la primera dama de la salut "; Isabella Garnell, que està contra el mercantilisme i el materialisme, i el Dr. Harold (Gil) Gainey, un venedor independent.
En el primer dia de la conferència, The Steinettes (un quartet de dones vestides de verd i groc) presenten Dick Cavett, que cobreix els detalls de l'esdeveniment. Entrevista a Gloria Burbank i Esther Brill, dos dels candidats que competeixen per la nova presidència de l'organització sanitària. Burbank, un representant de la Casa Blanca, ha estat enviat en nom del President dels Estats Units. Més tard al saló de l'hotel, l'exmarit de Burbank, Harry Wolff planeja tornar a programar l'entrevista de Cavett, a causa de les dificultats amb Brill en el seu perfil.

## Repartiment
- Carol Burnett: Gloria Burbank
- Glenda Jackson: Isabella Garnell
- James Garner: Harry Wolff
- Lauren Bacall: Esther Brill
- Paul Dooley: Dr. Gil Gainey
- Donald Moffat: Coronel Cody
- Henry Gibson: Bobby Hammer
- Diane Stilwell: Willow Wertz
- MacIntyre Dixon: Fred Munson
- Alfre Woodard: Sally Benbow